# Locomoción terrestre
La locomoción terrestre ha evolucionado en la medida que los animales se adaptaron al pasar de medios acuáticos a terrestres. La locomoción terrestre posee una serie de características y problemas distintos del desplazamiento en ambientes acuáticos, la menor importancia relativa de la fricción es reemplazada por un aumento en los efectos de la fuerza de gravedad. 
Los animales terrestres poseen tres formas básicas de locomoción
- Locomoción mediante piernas - Desplazamiento utilizando sus miembros o apéndicesEjemplo de locomoción terrestre. Un caballo - un cuadrúpedo ungulado con postura erecta - al galope. Secuencia de fotos animadas de Eadweard Muybridge.

Ejemplo de locomoción terrestre. Un caballo - un cuadrúpedo ungulado con postura erecta - al galope. Secuencia de fotos animadas de Eadweard Muybridge.

- Locomoción sin miembros - Desplazamiento sin piernas, principalmente mediante el uso del cuerpo mismo como estructura de propulsión.
- Rodado - rodado del cuerpo sobre el substrato